# マリオ・デル・モナコ

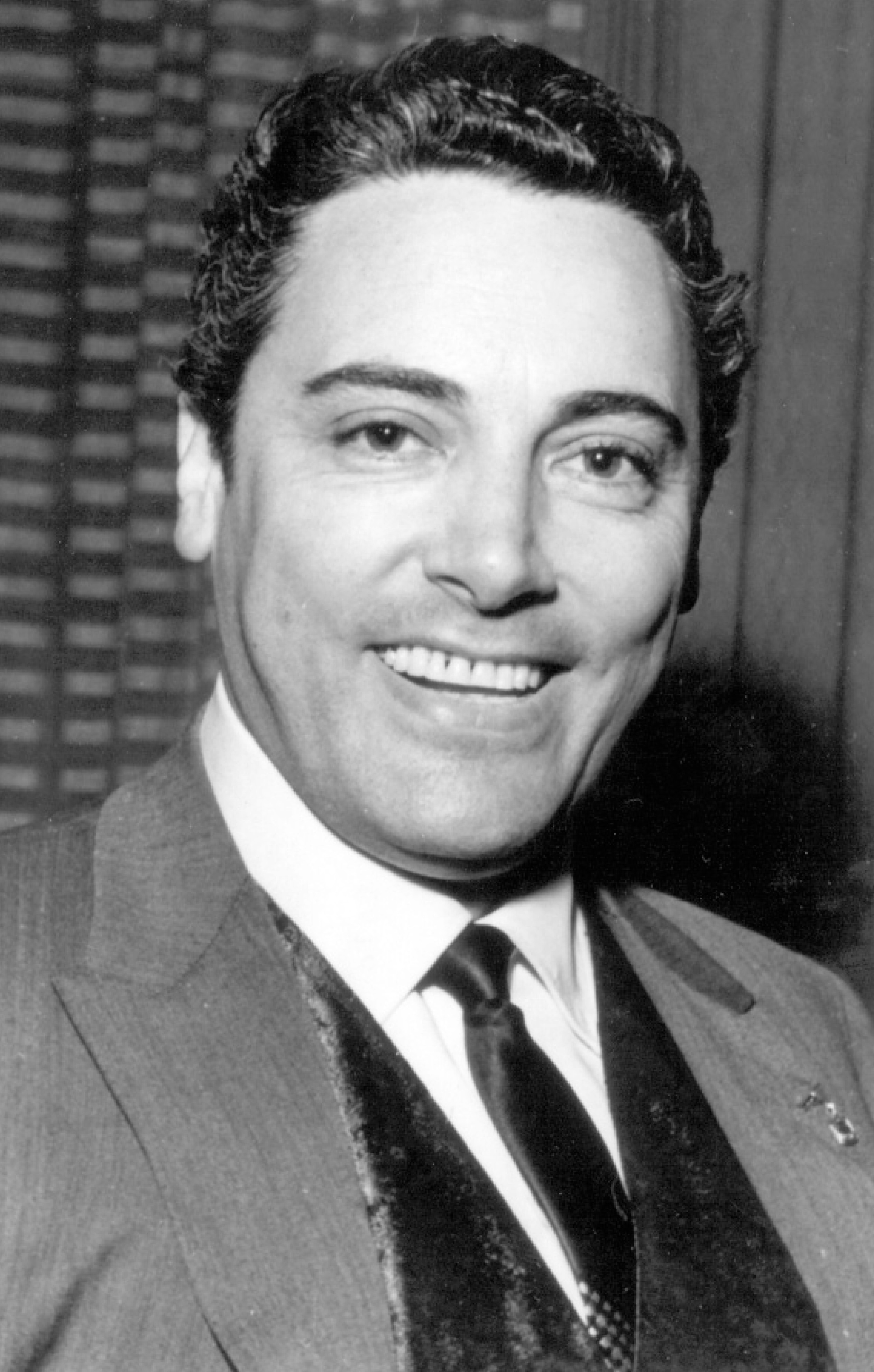
マリオ・デル・モナコ

マリオ・デル・モナコ（Mario Del Monaco、1915年7月27日ガエータ - 1982年10月16日メストレ）は、イタリアの名テノール（テノーレ・ドランマーティコ）。ドラマティックな役柄で高く評価された。その重厚で輝かしい声は、日本では「黄金のトランペット」と形容された。

## 略歴
ガエータ生まれ。日本以外ではフィレンツェ生まれとされているが、来日時のインタビューで「マネージメントの都合でフィレンツェ生まれとされたが、実際はガエータ生まれである。」と発言している。ただし、自伝にもある通り、本人の記憶で一番古いものは、フィレンツェでのものである。
ペーザロの音楽院にてA.メロッキに声楽を学び、1937年にはトゥリオ・セラフィンに招かれローマ歌劇場で研鑽。1940年にミラノのプッチーニ劇場でプッチーニの『蝶々夫人』でピンカートンを歌って初舞台を踏む（共演は伊藤敦子）。その後はイタリア軍に徴兵されて一時活動を停止したが、戦争終結後すぐ活動を再開。1946年には、アレーナ・ディ・ヴェローナでの『アイーダ』のラダメス役で、大成功を収め、同年のサン・カルロ劇場の引っ越し公演でロンドンのロイヤル・オペラ・ハウス、1947年にはスカラ座、1951年にはメトロポリタン歌劇場、1957年にはウィーン国立歌劇場にデビューした。その間の1950年に、ブエノスアイレスのテアトロ・コロンで、後に彼の代名詞となるヴェルディ「オテロ」を初めて歌い、1972年のブリュッセル（ベルギー王立歌劇場）での公演（共演のリッチャレッリにとっては、デズデーモナの初役であった）までに200回以上も同役を歌っている（427回歌った、としばしば語られるがこれは若干の誇張を含むようである）。1963年12月には自動車事故に遭遇し、その後約1年もの間休養を余儀なくされた。1970年代以降は声楽教師活動への比重を高めたが、1982年10月16日に心臓発作により67歳で没した。
息子ジャンカルロはオペラ演出家、クラウディオは建築家として活躍した。弟子にはアントニオ・カランジェロ、マウロ・アウグスティーニらがいる。

## 録音
代表的な役としてはマンリーコ（ヴェルディの『イル・トロヴァトーレ』）、ラダメス（同、『アイーダ』）、アンドレア・シェニエ（ジョルダーノの『アンドレア・シェニエ』）、カニオ（レオンカヴァッロの『道化師』）などが名高いが、なかでもヴェルディの『オテロ』のタイトル・ロールは特に評価が高かった。ジョルダーノの『アンドレア・シェニエ』についても、生前のジョルダーノから直接レッスンを受け、「私のシェニエ」と記された作曲家のポートレートを送られるほど高い評価を受けている。1949年のスカラ座でのジョルダーノの没後1周年記念公演では、デ・サバタ指揮の下、テバルディと共演している。彼の中心となる活動期はLPレコード録音の発展期にあたり、また、専属契約を結んでいたデッカがオペラの録音に熱心なレコード会社だったため、多くのオペラ録音に参加していた。
この時代の録音は現在でも十分に日常的な音楽鑑賞に堪える。レナータ・テバルディをはじめとし、ジュリエッタ・シミオナート、エットーレ・バスティアニーニ、アルド・プロッティ、チェーザレ・シエピなど、当時の大歌手達との録音を数多く残している。

## 日本での公演
日本には1959年の日本放送協会主催の「第2回NHKイタリア歌劇団公演」で初来日し『オテロ』（オテロ）、『カルメン』（ドン・ホセ）に出演。
以後1961年の第3回（『アンドレア・シェニエ』（シェニエ）、『道化師』（カニオ）、『アイーダ』（ラダメス。アンジェロ・ロ・フォレーゼとのダブル・キャスト））と1969年（リサイタル）にも来演した。1963年の第4回公演でも来日の予定（『トロヴァトーレ』（マンリーコ）、『西部の娘』（ジョンソン））だったが、内臓疾患によりキャンセルしている。1956年の第1回公演にも出演予定だったが、直前に13歳の少女と駆け落ちをしてスイスに行き、イタリア諸劇場の出演をすっぽかしたためイタリアへの入国が禁止となり、その問題が尾を引いたためキャンセルになったともいう。
来日の際には飛行機より船を選び、喉に幾重ものマフラーを巻いて大事な喉を守り客室でじっとしており、その間の用事は全て夫人に任せていたという。また、『オテロ』の初日では緊張から出番直前まで金縛り寸前の状態になり、夫人が気付けのウイスキーを飲ませて正気に戻らせた後、堂々たる第一声を発している。公演後に開かれたパーティーにも出ず、ホテルの部屋に篭りっきりだった。『道化師』では以前から、有名なアリア「衣装をつけろ」の後の「泣きの演技」（「演技」とあるが、デル・モナコの場合は実際に泣いてみせるのである）が評判であったが、イタリア・オペラ公演ではフライングの「ブラボー!」の大歓声に遮られ、仕方なく泣き真似をするしかなかった、と言われている。また、『アンドレア・シェニエ』では第4幕のラストシーンで突起物に躓く場面（この模様はDVDに収録されている）や、マッダレーナ役のレナータ・テバルディとともに断頭台行きの馬車に乗ろうとした際に、馬車が勝手に動いて危うく取り残されそうになったこともあった。
1961年の来日ではオペラ公演のほかに特別演奏会（10月24日）に飛び入りで出演し、「オー・ソレ・ミオ」をピアノ伴奏（管弦楽伴奏の楽譜が用意されていなかった。ピアノはジュゼッペ・モレッリ）で披露している。
なお、飛行機を嫌がったり、出番前に極度の緊張に襲われるのはこの来日の時だけではなく、各地の公演ではいつものことだったと言われている。その際にはいつも、「自分はもうだめだ」「この舞台では失敗するだろう」「これが最後の舞台だ」などと口走っていたという。